# IPod
iPod je priljubljen mp3 predvajalnik podjetja Apple. Od pete generacije naprej je tudi video predvajalnik in dlančnik.
Na trgu je več različnih modelov. Ponudba se začne z iPod shufflom, sledi iPod nano, kateremu sledi iPhonov mlajši polbrat iPod Touch, zatem pa še iPod classic (včasih poimenovan kot video iPod; uporabniku nudi 160 Gb prostora, na njem pa lahko predvaja video datoteke, glasbo, igra igrice, uporablja koledar ...)
iPod nano je namenjen gledanju videov ter poslušanju glasbe; predzadnji model omogoče tudi snemanje videa, kar je pri najnovejšem modelu odvzeto, ampak je zato mnogo kompaktnejši in ima zaslon na dotik.
Najbolj zmogljiv je iPod touch, ki ima 3,5" velik zaslon z ločljivostjo 960 x 640 pikslov ter je na dotik. IPod touch ima tudi možnost brezžičnega dostopa do interneta in s tem do več kot 300.000 aplikacij namenjenih iPadu, iPhonu ter iPod touchu. Tako kot iPhone in iPad ga poganja operacijski sistem iOS4. Najnovejši model ima tudi možnost snemanja HD video posnetkov z vgrajenima dvema kamerama. Od iPhona se razlikuje le v tem, da ima slabšo ločljivost fotoaparata in da nima satelitske povezave. Interni pomnilnik je lahko velik 8 (stari model), 32, ali 64 Gb.
iPod je eden izmed ključnih Applovih izdelkov, saj njegova prodaja prekaša vse druge mp3 predvajalnike.